# .mobi
اسم النطاق موبي mobi هو نطاق من المستوى الأعلى (TLD) يستخدم في نظام أسماء النطاقات للإنترنت. وتم اشتقاق الاسم من الهاتف المحمول mobile ، مما يشير إلى أن الأجهزة المحمولة تستخدمه للوصول إلى موارد شبكة الويب العالمية عبر الويب المحمول.
تمت الموافقة على هذا النطاق من قبل شركة ICANN في 11 يوليو 2005، وتتم إدارته بواسطة شركة التسجيل العالمية mTLD . وكان النطاق في الأصل مدعوم مالياً وبرعاية كل من Google وMicrosoft وNokia وSamsung وEricsson وVodafone وT-Mobile وTelefónica Móviles وTelecom Italia Mobile وOrascom Telecom وGSM Association و Hutchison Whampoa و Syniverse Technologies وVisa ، مع المسؤول التنفيذي من كل شركة الممثل في مجلس إدارة mTLD.

## العملية
أسماء نطاق DotMobi أصبحت متاحة للتسجيل من قبل الجمهور منذ 26 سبتمبر 2006.
اشتركت dotMobi مع مبادرة رابطة الشبكة العالمية W3C المسماة مبادرة الويب للجوال MWI للمساعدة في صياغة أفضل الممارسات ل MWI لعرض محتوى المحمول.
حددت الممارسات عددًا من الطرق لتحقيق تجارب جيدة للمستخدم على الأجهزة المحمولة التي تدعم الويب، وكذلك تعرّف عدة طرق لتنفيذ هذه الممارسات.
ثم أصدرت شركة mTLD أداة اختبار مجانية تسمى Ready.mobi (انظر mobiForge) لتحليل جاهزية الأجهزة المحمولة للمواقع الإلكترونية.تقوم تلك الأداة بتحليل صفحة مجاني وتعطي درجة من 1 إلى 5 في التقرير الذي يختبر مدى استعداد الموقع للعرض على الجوال باستخدام أفضل ممارسات dotMobi الموصى بها.

## ردود الأفعال
أشار النقاد إلى أن "mobi" هو خيار مؤسف لواجهات إدخال نص الهاتف المحمول، والتي تتطلب تسع أو عشر ضغطات على المفاتيح لكتابة حروف ملمة النطاق، مقارنة بسبعة ضغطات للكتابة لـنطاق "com"، أو ما كان يمكن أن يكون ثلاثة فقط إذا تم استخدام «wap».
حاليًا، يتحول الكثير من مطوري الويب إلى منهجية تصميم مستجيبة للجوال أولاً، مما يقلل من الحاجة إلى مواقع متنقلة منفصلة ويضعف السوق بالنسبة لأسماء النطاقات.mobi.

## الأسماء المحجوزة
فيما يتعلق بنشر نطاق المستوى الأعلى.mobi ، فإنه لدى dotMobi أسماء محفوظة وفقًا لعقدها مع ICANN. تشمل هذه المصطلحات مصطلحات dotMobi ونطاقات المستوى الأعلى الأخرى وأرقام الطوارئ والأسماء الجغرافية. أول نطاق جغرافي.mobi يتم إصداره كان Helsinki.mobi  

## روابط خارجية
- سجل IANA Whois لـ.mobi